# Noether-tétel

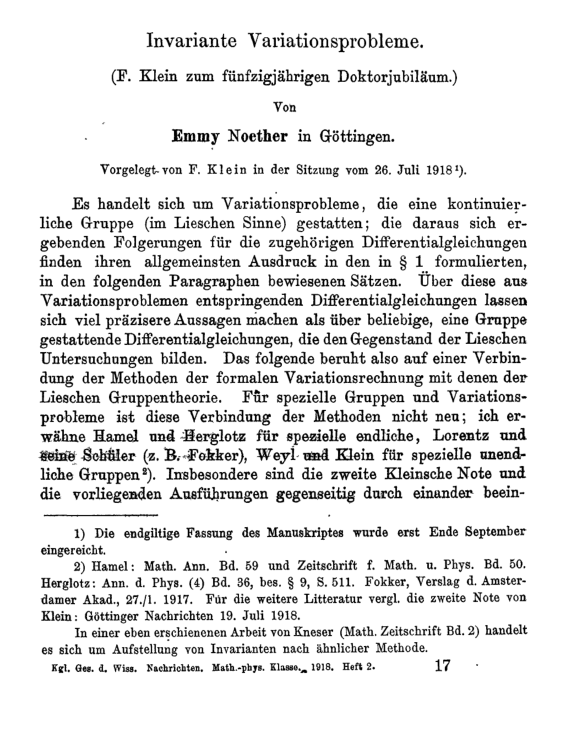
Az „Invariante Variationsprobleme” (1918) cikk első oldala, amelyben Noether bebizonyította tételét

A Noether-tétel matematikai tétel, amely alapvető jelentőségű a modern fizikában.
Kimondja, hogy ha egy (fizikai) rendszerben valamilyen folytonos („differenciálható”, azaz ha kis változtatáshoz csak kis változás tartozik a rendszer viselkedésében) szimmetria érvényesül, akkor ahhoz megmaradási törvény, illetve megmaradó mennyiség (az ún. „Noether-töltés”) tartozik.
A tételt Emmy Noether bizonyította 1915-ben, miután Hilbert és Klein meghívására a Göttingeni Egyetemre ment oktatni. A tétel alapvető szerepet játszott az Einstein által akkoriban kidolgozott általános relativitáselméletben. 
A szimmetriaelvek a kémiában vagy a szilárdtestfizikában is fontos szerepet játszanak, de talán a részecskefizikában a legalapvetőbbek. Előbbiekben az anyagok fontos tulajdonságaira következtethetünk a különböző atomi, molekula- és kristályrács-szimmetriákból, a részecskefizikában viszont gyakorlatilag minden a szimmetriákból (vagy éppen azok sérüléséből) származik: a megmaradási törvények, a kölcsönhatások, sőt a részecskék tömege is.
Az energia- és impulzusmegmaradás levezethető abból a kézenfekvő szimmetriából, hogy a fizikai törvények nem függnek attól, hogy mikor és hol vesszük fel az időskálánk és koordináta-rendszerünk kezdőpontját, az impulzusmomentum megmaradása pedig a koordináta-rendszerünk tetszőleges elforgathatóságának következménye. Az elektrodinamika egyenletei, a Maxwell-egyenletek mértékszimmetriája – amely az elektrosztatikus tér esetében a potenciál zéruspontjának szabad választását jelenti – vezet az elektromos töltés megmaradásához, a fermionok mozgását leíró Dirac-egyenlet hasonló szimmetriája pedig általában a fermionok számának megmaradásához.
Mivel a (valamely folytonos) szimmetria fennállásából következő megmaradási törvény a kölcsönhatás igen fontos jellemzője, alapvető kérdés a fizikai rendszerek szimmetriáinak felderítése. Például az atommagokon belül érvényes erős kölcsönhatás az SU(3) szimmetriacsoporttal szemben invariáns („a hadronok színtelenek”), ez vezetett a kvark-elmélethez, illetve a kvantum-színdinamika kidolgozásához.